# Суперсиметрия
Във физиката на елементарните частици суперсиметрията (често използвано съкращение е SUperSYmmetry) е вид симетрия, която съпоставя една частица с целочислен спин с друга частица, разликата между които е 1/2 спин, като така съпоставените частици се наричат суперсиметрични партньори (или „счастици“). С други думи, в суперсиметричната теория на всеки вид бозон (частица с целочислен спин) съответства вид фермион (частица с получислен спин) и обратно. Tъй като суперпартньорите на частиците в стандартния модел все още не са наблюдавани, суперсиметрията трябва да е нарушена симетрия, позволяваща на счастиците да бъдат сравнително тежки.
Суперсиметрията е теоретично предположение, за което до началото на 2019 г. все още не намерено експериментално потвърждение.

## Oбоснование
Ако суперсиметрията съществува , то тя ще е близо до TeV (тераелектронволта) по енергийната скала и ще позволи да се решат два главни проблема във физиката на елементарните частици. Единият е йерархичния проблем – въз основа на теорията е вероятно да се очакват големи (но не и задължително необходими) корекции на масите на частиците, които без прецизна нагласа ще се окажат значително по-големи, отколкото са действително по отношение на нормалните, срещани в природата. Друга възможност за потенциално развитие е обединението на слабите ядрени взаимодействия, силните ядрени взаимодействия и електромагнетизма. Друго предимство на суперсиметрията е, че супесиметричната квантова теория на полето може да бъде решена в някои случаи. Суперсиметрията е също характеристика и на повечето варианти на струнната теория, макар че тя може да съществува в природата дори и струнната теория да е неправилна. Минималният суперсиметричен стандартен модел е едно от най-добре изучените кандидати за физика извън границите на стандартния модел.

## Приложение
Разширяване на възможните симетрични групи
Една от причините, поради която физиците изследват суперсиметриите, е възможността за разширяване на симетриите, познати от квантовата теория на полето. Те биват симетрии принадлежащи на групата на Поанкаре и вътрешни симетрии. Теоремата на Колеман-Мандула показва, че при определени предположения, симетриите на S-матрицата могат да се окажат пряко произведение на групата на Поанкаре с компактна (затворена и ограничена) вътрешна симетрична група, или ако нямаме най-лека частица (mass gap), на комформна група с компактна група на вътрешна симетрия. През 1971 година Голфанд (Golfand) и Ликтман (Likhtman) бяха първите, които показаха, че алгебрата на Поанкаре може да бъде разширена чрез въвеждането на четири допълнителни антикомутиращи генератора (станали известни по-късно като суперзаряди), действащи върху четирикомпонентни спинори. През 1975 година теоремата на Haag-Lopuszanski-Sohnius анализира всички възможни супералгебри, като включва тези с разширен брой супергенератори и централни заряди. Така разширената алгебра на Поанкаре проправя пътя за развитието на много широк и важен клас от суперсиметрични теории на полето.

## Суперсиметрична алгебра
Традиционните симетрии във физиката се получават, когато конкретен обект се преобразува под действието на елементи, принадлежащи на тензорното представяне на групата на Поанкаре. Съществуват и вътрешни симетрии. Суперсиметриите, от друга страна, се получават при трансформиране на обекти под действието на елементи от спинорни представяния. Съгласно спин-статистическата теорема, бозонните полета комутират, докато фермионните антикомутират. За да се осъществи комбинирането на двата вида полета в една алгебра, се налага полетата да се индексират, като бозоните се разглеждат като четни елементи (с четен индекс), а фермионите като нечетни елементи. Такава алгебра се нарича супералгебра на Ли.
Най-простото суперсиметрично разширение на алгебрата на Поанкаре съдържа два Вайлови спинора, свързани със следното антикомутативно съотношение:
{\displaystyle \{Q_{\alpha },{\bar {Q}}_{\dot {\beta }}\}=2({\sigma ^{\mu }})_{\alpha {\dot {\beta }}}P_{\mu }}
като всички останали антикомутативни съотношения между Qs и Ps изчезват. В горния израз {\displaystyle P_{\mu }=-i\partial _{\mu }} са генераторите на транслациите и {\displaystyle \sigma ^{\mu }} са матриците на Паули.

## Суперсиметричен стандартен модел
Обединяването на суперсиметрията със стандартния модел изисква удвояването на броя на частиците, тъй като не е възможно коя да е частица от стандартния модел да се окаже суперпартньор сама на себе си. Увеличаването на броя на частиците води до увеличаване на броя на възможните взаимодействия между тях. Най-простия възможен суперсиметричен модел, съвместим със стандартния модел е минималния суперсиметричен стандартен модел.

## Обща суперсиметрия
Суперсиметрията се появява в много различни тясно свързани дялове от теоретичната физика. Възможно е да имаме суперсиметрични мултиплети, а също така и модели със суперсиметрични допълнителни измерения.

### Разширена суперсиметрия
Възможно е да има повече от един вид суперсиметрична трансформация. Теориите с повече от една суперсиметрична трансформация са познати като разширени суперсиметрични теории. Обикновено броя на суперсиметричните „копия“ представлява степен на 2, т.е. 1, 2, 4, 8. В модел с 4 измерения, спинорите имат 4 степени на свобода и така минималният брой суперсиметрични генератори е четири. Ако имаме осем суперсиметрични „копия“, това означава, че имаме 32 суперсиметрични генератора.

Максималния възможен брой суперсиметричните генератори е 32. В теориите с повече от 32 суперсиметрични генератора автоматично се появяват безмасови полета със спин по-голям от 2. На нас не ни е известно как може да доведем до взаимодействие безмасово поле със спин по-голям от 2. Това е причината да се разглеждат модели, където максималният брой суперсиметрични генератори е 32. Това съответства на суперсиметрична теория, където броя на допълнителните индекси е N=8. В теориите с 32 суперсиметрии автоматично се появява гравитонът.
В модел с четири измерения, в зависимост от броя на N имаме следните мултиплети:
- N=1 с хирален мултиплет, векторен мултиплет, мултиплет с гравитино и мултиплет с гравитон (последните два се появяват при модел, включващ гравитация)
- N=2 с хипер мултиплет, векторен и гравитационни мултиплети
- N=4 с векторен и гравитационни мултиплети
- N=8 само с гравитационни мултиплети

## История на суперсиметрията
В началото на 70-те Ю. Голфланд и Е. П. Ликтман в Москва (през 1971), Д. В. Волков и В. П. Акулов в Харков (през 1972) и Дж. Уес и Б. Зумино в СДАЩ (през 1974) независимо един от друг откриват суперсиметрията, радикално нов тип симетрия на време-пространството и фундаментални полета. Първата реалистична суперсиметрична версия на стандартния модел е предложена през 1981 от Хауърд Георги и Савас Димопулос и се нарича минимален суперсиметричен стандартен модел. Предложен е, за да реши йерархичния проблем и предрича суперпартньори с маси между 100 GeV и 1 TeV. След 2008 г. големият адронен ускорител в ЦЕРН е основният източник при търсенето на потвърждение за теорията, но до средата на 2016 г. то все още липсва. Отсъствието на експериментални факти с течение не времето е породило сдържаност и дори разочарование спрямо суперсиметрията..